# 威廉·汉密尔顿 (外交官)
威廉·汉密尔顿爵士（1730年12月13日—1803年4月6日）是一位英国外交官、考古学家、收藏家和火山学家，曾任英国国会议员，因对埃特纳火山和維蘇威火山的研究而当选英国皇家学会会士和获得科普利奖章，主要作品有四卷本的《伊特鲁里亚、希腊和罗马古物藏品目录》（Black Athena: The Afroasiatic Roots of Classical Civilization）等。